# Pasiune (telenovelă)
Pasiune (spaniolă Pasión) este o telenovelă mexicană de epocă. Protagoniștii săi sunt Susana González și Fernando Colunga.

## Cast
- Susana González - Camila Darién viuda de Salamanca, Main character
- Fernando Colunga - Rícardo de Salamanca y Almonte/Ricardo Lopéz de Carvajal, Main character
- Daniela Castro - Lisabeta de Salamanca, Main Villain
- Sebastián Rulli - Santiago Márquez, Co-Protagonist
- Juan Ferrara - Don Jorge Mancera y Rúiz, Main Villain †
- Rocio Banquells - Ofelia Marquez, Co-Protagonist
- Gabriela Rivero - Fortunata, Co-Protagonist
- Jose Elias Moreno - Alberto Lafont, Main Villain †
- Raymundo Capetillo - Justo Darién, Co-Protagonist
- Maty Huitron - Doña Francisca, Villain
- Mariana Karr - Sofía de Mancera, Co-Protagonist
- Kika Edgar - Inés, Co-Protagonist
- Alberto Estrella - Marío de Valencia/Marío Fuentes, Co-Protagonist
- Maya Mishalska - Úrsula Mancera y Mendosa, Villain, later good
- Maité Embil - Rita Daríen, Villain, later good †
- Marcelo Cordóba - Ascanio, Co-Protagonist
- Marisol del Olmo - Jimena, Co-Protagonist
- Anaís - Manuela Lafont, Co-Protagonist
- William Levy - Vasco Darién, Co-Protagonist
- Carlos López Estrada - Claudio, Co-Protagonist
- Eric de Castillo - Don Gaspar de Valdez, Co-Protagonist
- Alejandro Felipe - Paco, Co-Protagonist
- Toño Infante - Don Gonzalo
- Hugo Macías Macotela - Don Marcelino Telles
- Maya Ricote Rivero - Tita, Co-Protagonist
- Germán Robles - Don Timoteo de Salamanca, Villain-guest †
- Luis José Santander - John Foreman "El Englez"/John Lancaster, Co-Protagonist
- Arturo Vásquez - Pablo
- Isela Vega - María Julia "La Paisana"
- Alejandro Ávila - Juancho